# Île-de-France
Île-de-France je pokrajina Francuske u kojoj se nalazi 8 departmana, uključujući glavni grad Pariz. S 11,8 milijuna stanovnika to je najnaseljenija regija u Francuskoj.

## Povijest
Regija je utemeljena u 10. stoljeću i zvala se Pays de France, da bi se 1387. preimenovala u Île-de-France. Danas je područje bivše provincije Île-de-France podijeljeno na regije Pikardija i Île-de-France. Za vrijeme Revolucije pokrajina je podijeljena na tri departmana: Seine, Seine-et-Oise i Seine-et-Marne. 1965. broj departmana je povećan s tri na osam.

## Administracija
U regionalnom vijeću se nalazi 209 zastupničkih mjesta. Sastav vijeća od 28. ožujka 2004. je:
- Lijevi : 130 zastupnika
  - PS (Socijalistička Partija Francuske) : zastupnika
  - Verts (Zeleni) : 29 zastupnika
  - PCF (Komunistička Partija Francuske) : 24 zastupnika
  - PRG (Radikalna Ljevičarska Partija) : 5 zastupnika

- Desni i centar : 64 zastupnika
  - UMP (Unija za popularni pokret): 40 zastupnika
  - UDF (Unija za francusku demokraciju) : 24 zastupnika

- Front National (Nacionalna fronta) : 15 zastupnika

## Zemljopis
Ile de France je, u najširem smislu, prostor koji se nalazi u sredini prostrane Pariške zavale, na kojem se izmjenjuju šume i ravnice pokrivene praporom koji daju plodne žetve. Oko gradova su šume u kojima su kraljevi gradili svoje dvorce, a najpoznatiji među njuima je Versailles, remek djelo francuskog klasicizma sa znamenitim parkom, kao najljepšim primjerom francuske vrtne arhitekture. 
Ovo je treća najmanja pokrajina kontinentalne Francuske (manje su samo Korzika i Elzas), ali je najveća po broju stanovnika. U ovoj regiji živi gotovo 12 milijuna ljudi, odnosno 18,8% stanovništva Francuske.
Najviša točka je 217 m (Neuilly-en-Vexin, Val d'Oise), a najniža 11 m u Port-Villez (Yvelines). Klima je umjerena. Prosječna temperatura je 11 °C.

### Prirodni Parkovi
- Haute vallée de Chevreuse
- Gâtinais français
- Vexin français
- Oise-Pays de France (u izgradnji)

### Naselja
- Authon-la-Plaine

## Vanjske poveznice
- Île-de-France i njegove općine
- Institut d'Aménagement et d'Urbanisme  Arhivirana inačica izvorne stranice od 13. listopada 2005. (Wayback Machine)
- le Parisien

|  | Portal Francuske – Pristup člancima s tematikom o Francuskoj. |